# Don Randi
Don Randi (Nueva York, 25 de febrero de 1937) es un músico y compositor estadounidense destacado por su trabajo como músico de sesión en Los Ángeles. Formó parte como tecladísta del destacado grupo de músicos de sesión the Wrecking Crew. Desarrolló también su propia carrera musical dentro de la música jazz publicando diversos álbumes como solista.

## Biografía
Donald Schwartz nació en la ciudad de Nueva York aunque creció en las Montañas de Catskill. Recibió una educación musical basada en la música clásica.  Tras el fallecimiento de su padre en 1954, se mudó con su madre a Los Ángeles, donde comenzó a trabajar en una compañía de distribución discográfica y descubrió la música jazz. Se sintió furtemente influido por artistas de este género, especialmente por el pianista Horace Silver.
Comenzó su carrera profesional como pianista y tecladista en 1956 y gradualmente se fue labrando una reputación como músico de sesión. A comienzos de la década de 1960 fue uno de los principales contribuyentes, como músico y arreglista, en el desarrollo de la técnica Wall of Sound, creada por el productor Phil Spector. Colaboró en la grabación del tema "These Boots Are Made For Walkin'" de Nancy Sinatra, formando además parte de la banda que acompañó a la artista durante sus giras durante décadas. Participó también en la grabación del tema de the Beach Boys, "Good Vibrations". Como músico de sesión participó en centenares de grabaciones con artistas como Elvis Presley, Linda Ronstadt, Quincy Jones, Cannonball Adderley, Herb Alpert, Sarah Vaughan y Frank Zappa. Publicó también varios álbumes como solista y como líder del trío de jazz formado junto a Leroy Vinnegar y Mel Lewis. Estos álbumes incluyen Feelin' Like Blues (1960), Where Do We Go From Here (1962), Last Night (1963), Revolver Jazz (1966) y Love Theme From "Romeo And Juliet" (1968).
Randi también compuso música para el cine, como las bandas sonoras de las películas Bloody Mama (1970), Up in the Cellar (1970), J. W. Coop (1972), Stacey (1973), and Santee (1973).
En 1970 abrió el club de jazz The Baked Potato en el distrito Studio City de Los Ángeles donde formó su propia banda, Don Randi and Quest. Con ella grabó quince álbumes y llegó a recibir una nominación al Grammy en 1980 por New Baby.
En 2010 The Baked Potato fue nombrado "mejor club de jazz de la ciudad" por Los Angeles Magazine.
En 2008, Randi fue incluido, junto al resto de los Wrecking Crew, en el Hollywood RockWalk.